# Katarzyna Kuczyńska-Budka

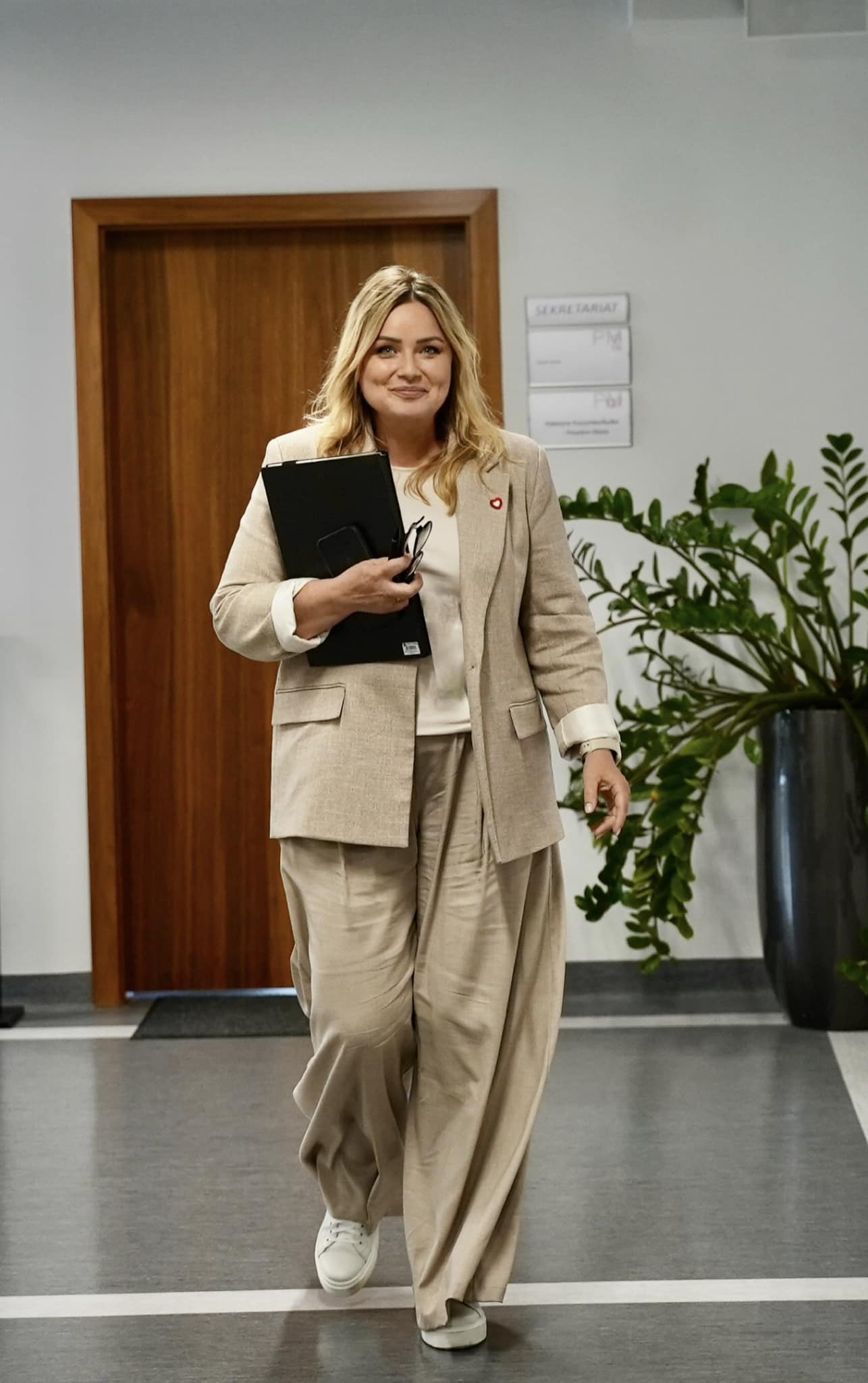
Katarzyna Kuczyńska-Budka (2024)

Katarzyna Bogna Kuczyńska-Budka (* 2. März 1971 in Gliwice) ist eine polnische Politikerin (PO). Sie ist seit 2024 Stadtpräsidentin von Gliwice.

## Leben und Beruf
Katarzyna Kuczyńska-Budka studierte nach dem Schulbesuch in Gliwice polnische Philologie an der Schlesischen Universität in Katowice. Anschließend absolvierte sie ein Aufbaustudium im Bereich Personalmanagement und Public Relations sowie zu Kommunalverwaltung im Licht des Europäischen Rechts. Nach dem Studienabschluss arbeitete sie für eine Lokalzeitung in Zabrze, Radio Plus in Gliwice, Telewizja Polska und die Zeitung Dziennik Zachodni. Ab 2004 war sie Leiterin der Pressestelle der Stadt Zabrze. 2007 übernahm sie die Leitung der Pressestelle der Woiwodschaft Schlesien, bevor sie 2015 Büroleiterin des schlesischen Woiwodschaftsmarschalls wurde. Später arbeitete sie in den Büros der Sejmabgeordneten Tomasz Olichwer und Marek Gzik (beide PO).
Kuczyńska-Budka ist seit 2011 mit dem PO-Politiker und Minister für Staatsvermögen der Republik Polen Borys Budka verheiratet, mit dem sie eine Tochter hat. Aus einer früheren Beziehung hat sie eine weitere Tochter.

## Politik
Kuczyńska-Budka ist Mitglied der Platforma Obywatelska. Bei den Selbstverwaltungswahlen 2018 wurde sie in den Stadtrat von Gliwice gewählt. Dort war sie stellvertretende Vorsitzende des Ausschusses für Bildung, Kultur und Sort und gehörte auch dem Stadtentwicklungsausschuss an.
Bei den Selbstverwaltungswahlen 2024 kandidierte sie für die Koalicja Obywatelska für das Amt der Stadtpräsidentin. Sie belegte im ersten Wahlgang mit 38,6 % der Stimmen den ersten Platz und erreichte damit die Stichwahl, in der sie sich knapp mit 50,6 % der Stimmen gegen Mariusz Śpiewok vom Wahlkomitee „Koalition für Gliwice“ des ehemaligen Stadtpräsidenten Zygmunt Frankiewicz durchsetzen konnte.